# Zoltai Dénes
Zoltai Dénes (Gyula, 1928. március 6. – Budapest, 2008. szeptember 21.) magyar esztéta, filozófus, egyetemi tanár.

## Életrajza
Egyetemi tanulmányait 1946 és 1950 között végezte Budapesten, az Eötvös Loránd Tudományegyetem Bölcsészettudományi Karán. 1950 és 1953 között aspiráns volt, majd 1953-tól 1958-ig vidéken középiskolai tanári állást vállalt. 1962 és 1988 között az MTA Filozófiai Intézetének munkatársa, majd tudományos igazgatóhelyettese és tudományos tanácsadójaként dolgozott. 1989-től haláláig a Lukács György Alapítvány kuratóriumának alelnöke volt. A filozófiai tudományok kandidátusa (1968), majd doktora (1979) és Erkel-díjas (1981).
1972-ben az ELTE Esztétika Tanszékének docense lett, majd 1977-ben megkapta egyetemi tanári kinevezését. Ugyanebben az évben tanszékvezető is lett, mely tisztséget 1979-ig viselt. Az egyetemre 1988-ban tért vissza, majd 1998-tól haláláig professzor emeritus.
2005-ben Eötvös József-koszorú elismerésben részesült. 2008-ban a Magyar Köztársasági Érdemrend tisztikeresztjével tüntették ki. Ugyanebben az évben hunyt el nyolcvanévesen.

## Főbb publikációi
- A zeneesztétika története I. Éthosz és affektus 1969 (harmadik kiadása 2000-ben németül, oroszul, és szlovákul is megjelent)
- Esztétikai kislexikon. Főszerk. Szigeti József. Budapest: Kossuth. 1969.
- A modern zene emberképe (1969)
- Az esztétika rövid története.  1972 (harmadik kiadása 2001-ben jelent meg)
- Bartók nem alkuszik (tanulmánykötet, 1976)
- Egy írástudó visszatér – Lukács György 1945 utáni munkásságáról (1985)

## Kapcsolódó irodalom
- Parlando. Tanulmányok Zoltai Dénes tiszteletére (szerk. Bárdos Judit), Atlantisz Könyvkiadó, Budapest, 2005, ISBN 9789639165779